# Bob Dylan (альбом)
Bob Dylan — дебютний альбом американського автора-виконавця Боба Ділана. На момент виходу альбому в березні 1962 року музиканту було 20 років. В роботі всього дві пісні, написані самим Діланом («Talkin' New York» та «Song to Woody»). Альбом спродюсував Джон Хеммонд, який уклав контракт із Діланом зі сторони лейблу Columbia Records.

## Запис альбому
Боб Ділан зустрів Джона Хеммонда під час запису альбому Каролін Хестер 14 вересня 1961 року в квартирі Каролін. Хестер запросила Ділана для того, щоб записати партію губної гармоніки, на що Хеммонд погодився після прослуховування і рекомендацій сина та відомого ірландського фолк-виконавця Лаяма Кленсі.
Пізніше Хеммонд розповів, що прямо на місці вирішив підписати контракт із Діланом і одразу ж запросив його на офіційний запис в офіс «Columbia Records». Ця робота не була знайдена в архівах компанії, але і Хеммонд, і Ділан, і директор «Columbia Records» підтвердили, що запис було зроблено.
26 вересня Ділан взяв участь у двохтижневону фолк-фестивалі Gerde's Folk City в Нью-Йорку, виступаючи другим по рахунку після гурту The Greenbriar Boys. 29 вересня у «New York Times» було надруковано позитивну рецензію на його виступ. В цей же день Ділан записував партію гармоніки для Хестер в офісі «Columbia Records» у Мангеттені. Після запису Хеммонд запросив Ділана до себе в офіс і запропонував стандартний п'ятирічний контракт для виконавців, які раніше ніколи не записувались, і Ділан одразу ж його підписав.
Перші записи були призначені на кінець листопала і Ділан одразу ж розпочав пошук нового матеріалу (навіть не зважаючи на те, що в нього в репертуарі вже було декілька пісень). Подруга Ділана Карла Ромоло говорила: «Він день і ніч слухав мої пластинки, в основному відомий фолк-збірник „Anthology of American Folk Music“, пісні Евана Маккола і Альберта Лойда, вивчав гру на гітарі Реббіта Брауна і, звісно ж, Вуді Гатрі. Ми всі були в зацікавлені в тому, які ж пісні Боб вибере для запису. Я добре пам'ятаю як ми це обговорювали».
Альбом було записано за 3 коротких робочих дні в студії протягом 20 — 22 листопада. Пізніше Хеммонд жартував, що «Columbia» витратила 402 долари на цей запис. Незважаючи на невелику ціну і тривалість запису, Хеммонд був незадоволений дисципліною Ділана, який постійно усвідомлено викривляв деякі букви, співав мимо мікрофону та відмовлявся виправляти свої помилки.
На обкладинці альбому зображено фото Ділана в дзеркальному відображенні. Це було зроблено для того, щоб гітара не закривала логотип «Columbia Records».

## Історія пісень
Перед тим, як розпочати записувати альбом, Ділан прослухав величезну кількість фолк-музики. Він відвідував клуби та ресторани в Нью-Йорку, де виступали його сучасники. Багато із них були близькими друзями Ділана і часто після концертів запрошували його до себе додому та грали йому свої нові пісні. Також Ділан прослухав велику кількість фолк, блюз та кантрі записів, деякі із них були справжньою рідкістю в той час. У документальному фільмі «No Direction Home» Ділан стверджує, що йому було достатньо один-два рази послухати пісню, щоб її вивчити.
У кінцевій версії альбому тільки дві композиції написані безпосередньо Діланом, інші 11 пісень належать іншим авторам; деякі із цих пісень входили у репертуар виступів Ділана у клубах. У 2000 році в одному із інтерв'ю Ділан зізнався, що не хотів розкрити надто багато із свого оригінального творчого доробку.
Із двох його пісень «Song for Woody» найбільш відома. Головний біограф життя і творчості Ділана Клінтон Хейлін писав, що на рукописі пісні стоїть надпис: «Написано Бобом Діланом на честь Вуді Гатрі у Барі „Mills“ на Блікер Стріт в Нью-Йорку 14 лютого». Мелодія пісні основана на пісні Гатрі «1913 Massacre», але, можливо, Гатрі, як і багато фолк-виконавців включаючи Ділана запозичив мелодію у ще більш ранніх джерелах. Вуді Гатрі справив найбіліший вплив на Ділана на момент випуску його дебютного альбому і в деяких піснях Ділан імітує манеру вокалу Гатрі. Наприклад, можна провести аналогії між піснею «Talkin' New York» і роботою Гатрі «Pretty Boy Floyd».

## Список пісень

### Перша сторона
| #  | Назва                                 | Автор                                  | Тривалість |
| -- | ------------------------------------- | -------------------------------------- | ---------- |
| 1. | «You're No Good»                      | Jesse Fuller                           | 1:40       |
| 2. | «Talkin' New York»                    | Боб Ділан                              | 3:20       |
| 3. | «In My Time of Dyin'»                 | народна пісня, аранжування Боба Ділана | 2:40       |
| 4. | «Man of Constant Sorrow»              | народна пісня, аранжування Боба Ділана | 3:10       |
| 5. | «Fixin' to Die Blues» (Fixin' to Die) | Bukka White                            | 2:22       |
| 6. | «Pretty Peggy-O»                      | народна пісня, аранжування Боба Ділана | 3:23       |
| 7. | «Highway 51»                          | Curtis Jones                           | 2:52       |

### Друга сторона
| #   | Назва                             | Автор                                       | Тривалість |
| --- | --------------------------------- | ------------------------------------------- | ---------- |
| 8.  | «Gospel Plow»                     | народна пісня, аранжування Боба Ділана      | 1:47       |
| 9.  | «Baby, Let Me Follow You Down»    | народна пісня, аранжування Eric von Schmidt | 2:37       |
| 10. | «House of the Risin' Sun»         | народна пісня, аранжування Dave Van Ronk    | 5:20       |
| 11. | «Freight Train Blues»             | John Lair, аранжування Боба Ділана          | 2:18       |
| 12. | «Song to Woody»                   | Боб Ділан                                   | 2:42       |
| 13. | «See That My Grave Is Kept Clean» | Blind Lemon Jefferson                       | 2:43       |

### Додаткові пісні у перевиданні 2013 року
| #   | Назва                                      | Автор                                  | Тривалість |
| --- | ------------------------------------------ | -------------------------------------- | ---------- |
| 14. | «Mixed-Up Confusion» (сингл)               | Боб Ділан                              | 2:30       |
| 15. | «Roll On John» (live)                      | народна пісня, аранжування Боба Ділана | 3:16       |
| 16. | «Hard Times in New York» (live)            | Боб Ділан                              | 2:32       |
| 17. | «Smokestack Lightning» (live)              | Гаулін Вульф                           | 3:03       |
| 18. | «Stealin' Stealin'» (live)                 | G. Gannon                              | 3:24       |
| 19. | «Baby, Please Don't Go» (live)             | J. Williams                            | 2:19       |
| 20. | «The Death of Emmett Till» (live)          | Боб Ділан                              | 5:11       |
| 21. | «Man on the Street» (live)                 | Боб Ділан                              | 2:25       |
| 22. | «Omie Wise» (live)                         | народна пісня, аранжування Боба Ділана | 4:02       |
| 23. | «Don't Think Twice, It's All Right» (live) | Боб Ділан                              | 3:21       |
| 24. | «The Girl I Left Behind» (live)            | народна пісня, аранжування Боба Ділана | 5:39       |
| 25. | «Blowin' in the Wind» (live)               | Боб Ділан                              | 2:29       |

## Чарти
| Рік  | Чарт      | Позиція |
| ---- | --------- | ------- |
| 1965 | UK Top 75 | 13      |